# Otaheite
La canne à sucre dite Bourbon ou Otaheite est une variété qui s'est imposée grâce à sa capacité à pousser dans un climat moins chaud que celui des Antilles.

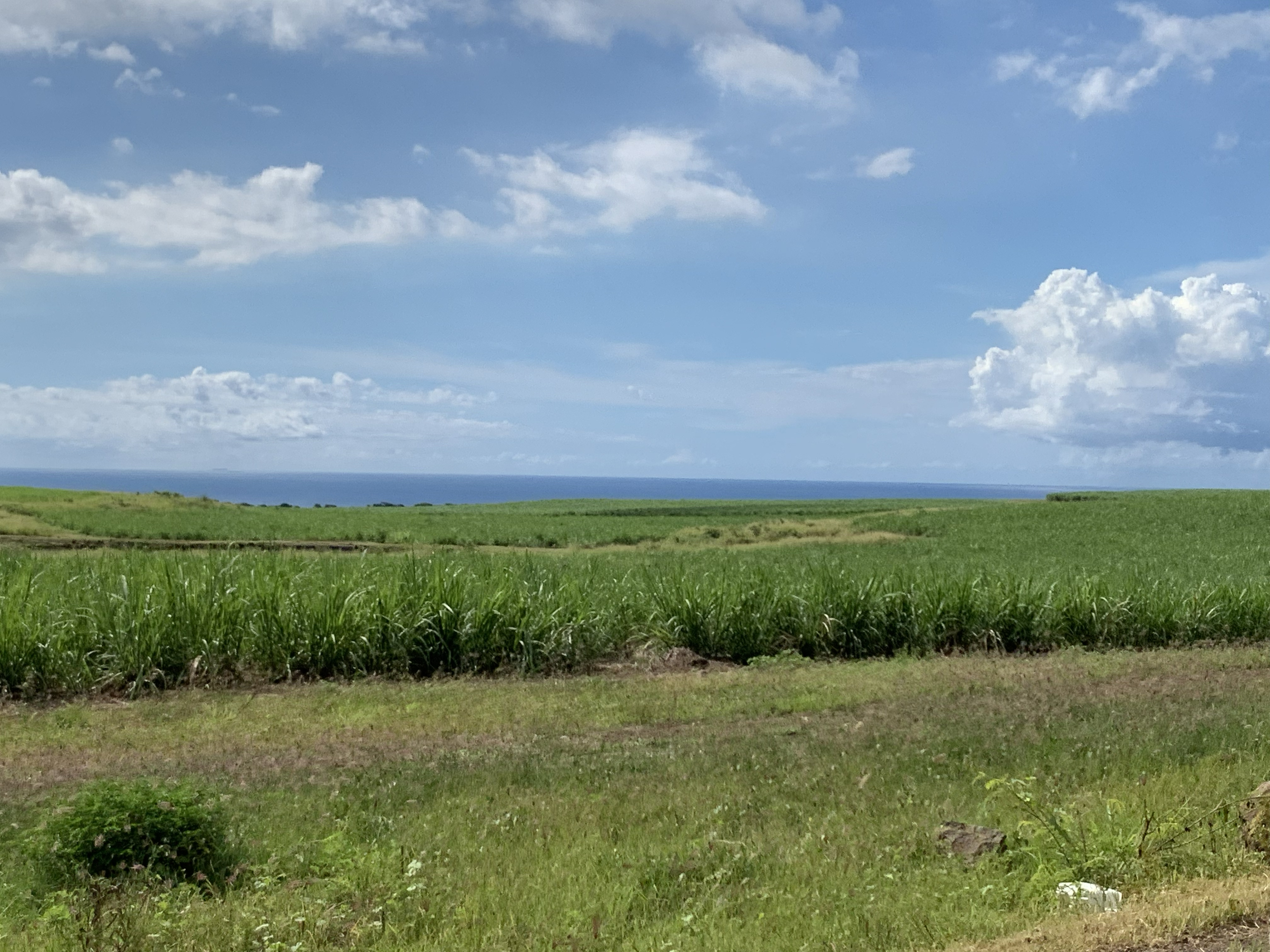
Champ de canne à sucre près de Bambous à Maurice.

En 1768, de retour de son expédition à Tahiti, le capitaine Bougainville introduit dans les îles Maurice et La Réunion une variété tahitienne de canne à sucre, baptisée alors Bourbon (la Réunion s'appelait l'île Bourbon à cette époque). Au même moment, le capitaine Cook rapporta cette même variété, sous le nom d'Otaheite, dans les colonies anglaises. Cette canne Bourbon Otaheite a été la plus cultivée au monde jusqu'en 1850.